# Gösta (TV-serie)
Gösta är en svensk komediserie från 2019. Det är HBO Nordics första nordiska originalserie. Serien hade premiär den 1 juli 2019.

## Handling
Gösta är en 28-årig barnpsykolog som får sitt första jobb på Barn- och ungdomspsykiatrin i en stad i Småland. Han har ambitionen att vara världens snällaste människa och hjälpa alla som han möter. Något som inte alltid går som han tänkt sig.

## Rollista
- Vilhelm Blomgren – Gösta
- Amy Deasismont – Melissa
- Mattias Silvell – Pappa
- Clara Christiansson Drake – Saga
- Regina Lund – Mamma
- Elisabet Carlsson – Lotta
- Nidhal Fares – Hussein
- Gustav Berg – Jonas